# حارث طه الراوي
حارث طه الراوي (1929 - 18 أكتوبر 2014) محامي وشاعر وكاتب عراقي. ولد في بغداد وتخرج في كلية الحقوق ببغداد عام 1954. عمل في المحاماة وموظفاً حكومياً في مناصب عدة منهم أميناً لمكتبة المجمع العلمي العراقي ومديراً للمكتبات ومديراً للتأليف والترجمة والنشر، ومديراً للمكتبة الوطنية. عمل في الصحافة وعين مديراً لتحرير مجلة المورد وله مقالات في الأدب وغيره. أحيل إلى التقاعد عام 1983. شارك في العديد من المؤتمرات الأدبية داخل العراق وخارجه. له ديوانان تباريح و رباعياتو، مؤلفاته أمين الريحاني ومع الشعراء ومن ذكرياتي الأدبية.

## سيرته
ولد حارث طه الراوي عام 1929 (أو يقال 1928) في بغداد، وتخرج في كلية الحقوق عام 1954، زاول المحاماة وعمل موظفاً حكومياً أميناً لمكتبة المجمع العلمي العراقي ومديراً للمكتبات ومديراً للتأليف والترجمة والنشر، ومديراً للمكتبة الوطنية، ومديراً لتحرير مجلة المورد. أصبح عضواً في نقابة المحامين واتحاد الكتاب والأدباء العراقيين. له مشاركات متعددة في مهرجانات محلية وعربية. 

توفي في 18 أكتوبر 2014 في أبو ظبي.

## شعره
من شعره من قصيدة «في قمـــة الستِّيــن»:

## مؤلفاته
له من المؤلفات:
- تباريح شعر
- أمين الريحاني
- مع الشعراء
- من ذكرياتي الأدبية
- رباعيّات

## وصلات خارجية
- في archive.sakhrit.co